# Джордж Оруел
Ерик Артър Блеър (на английски: Eric Arthur Blair; известен под псевдонима Джордж Оруел, на английски: George Orwell) е британски писател, журналист и критик. Творчеството му се характеризира с ясна проза, социална критика, противопоставяне на тоталитаризма и подкрепа за демократичния социализъм.
Оруел пише в жанровете литературна критика, белетристика и поезия и публицистика. Най-голяма популярност придобива с двата си романа, написани към края на краткия му живот: сатиричната алегория „Фермата на животните“ и антиутопията „1984“. Забележителни са публицистичните му произведения „Пътят към кея на Уигън“ (1937), документиращ живота на работническата класа в североизточна Англия и „Почит към Каталония“ за личните му впечатления от Испанската гражданска война (1936 – 1939), както и есетата му на разнообразни теми: политика, култура, литература.
Роден е в Британска Индия, но расте и получава образованието си в Англия. След като завършва училище постъпва в колониалната полиция с назначение в Бирма. След повече от пет години служба се завръща в Англия, решен да стане писател. Приема псевдонима Джордж Оруел по името на любимата му река в Съфолк. Пише журналистически материали, но в началото работи и като учител и книжар в Лондон. Неговият успех като писател нараства постепенно от началото на 30-те години на XX век, когато публикува първите си творби. В края на 1936 г. заминава за Испания със съпругата си, взема участие в гражданската война на страната на републиканците и в началото на 1937 г. е ранен. При завръщането му в Англия възстановяването му е дълго и това е първият му период на влошено здраве. При избухването на Втората световна война Оруел вече е познато име в лондонските литературни и журналистически среди, а през 1941 г. започва да пише и за американско издание, което го свързва с нюйоркските интелектуалци. Започва работа и като журналист в индийската секция на Би Би Си, пише материали за вестници и списания, основно причислявани към левицата, а към края на войната е изпратен като военен кореспондент в Европа. Излизането на „Фермата на животните“ му носи истинска слава и подобрява финансите му. Здравословното му състояние обаче се влошава и продължително време се лекува от туберкулоза. Последните години от живота си прекарва между Лондон и шотландския остров Джура, където завършва най-известния си роман „1984“, публикуван половин година преди смъртта му.
Творчеството на Оруел остава влиятелно и до днес в популярната и политическата култура с описанието на тоталитарни и авторитарни социални практики (често наричани „оруеловски“), както и с много неологизми: Големия брат, полиция на мисълта, новговор и др. През 2008 Таймс класира Оруел на второ място сред „50 най-велики британски писатели след 1945“.

## Биография

### Детство и образование
Ерик Артър Блеър е роден на 25 юни 1903 в Мотихари, Бенгал, Британска Индия в семейство от средната класа. Неговият прадядо Чарлз Блеър е заможен земевладелец и собственик на плантации в Ямайка, който се жени за лейди Мери Фейн от аристократичния род Уестморленд. Дядо му, Томас Ричард Артър Блеър, е англикански пастор, а бащата Ричард Блеър работи като чиновник в Кралската комисия по опиум в Индия. Майка му, Айда Блеър (с моминска фамилия Лимузин), израства в Мулмейн, Бирма, където баща ѝ – французин – преживява от спекулации. Ерик има две сестри: Марджъри, пет години по-голяма и Аврил, пет години по-малка от него. Когато Ерик е на година, майка му заминава с него и Марджъри за Англия. През 2014 г. в родната къща на Оруел в Мотихари е започната реставрация.
През 1904 г. Айда Блеър се настанява с децата в Хенли он Темз, Оксфордшър. Ерик е отгледан от майка си заедно със сестрите му и освен едно кратко посещение през 1907, вижда баща си едва през 1912. На петгодишна възраст Ерик е пратен в манастирското училище в Хенли, което посещава и Марджъри. Това е римокатолически женски метох на френски урсулинки.:с. 44 Майка му иска да го запише в частно училище, но семейството няма средства за таксата. С помощта на вуйчо си Ерик получава стипендия в училището-пансион Сейнт Сиприан в Източен Съсекс. Постъпвайки през септември 1911, той учи в пансиона следващите пет години, като се завръща в къщи само през ваканциите. Макар че не са му казали нищо за финансовите условия на обучението му, той скоро осъзнава „че е от по-бедно семейство“.:с. 57 Ерик мрази училището и много години по-късно пише автобиографичното есе „Радостите на младостта“ (Such, Such Were the Joys), публикувано посмъртно. В Сейнт Сиприан се запознава със Сирил Конъли, който по-късно става също писател и редактор на списание Horizon, което публикува есета на Оруел.
Преди Първата световна война семейството се премества в Шиплейк, Оксфордшър, където Ерик се сприятелява със семейство Будиком, особено с дъщерята Джасинта. Когато се срещат за първи път, той е направил челна стойка в полето. Попитан защо, той отговаря: „Човек забелязва повече неща така“:с. 55. Джасинта и Ерик четат и пишат поезия и мечтаят да станат известни писатели. Той казва, че може да напише книга в стила на „Модерна утопия“ на Хърбърт Уелс. През този период той също обича да стреля, да лови риба и да наблюдава птиците с брата и сестрата на Джасинта. 
Докато е в Сейнт Сиприан, Ерик написва две стихотворения, които са публикувани в местния вестник.   Той се класира втори след Конъли в състезанието по история на Хароу, работата му е похвалена от външния оценяващ и той печели стипендии за колежите Уелингтън и Итън. Включването в списъка обаче не гарантира място и изчаквайки да се открие свободно място в Итън през януари 1917 г. той постъпва в Уелингтън, където обучението е силно военизирано и не му допада. През май вече се премества като кралски стипендиант в Итън. Той споделя с Джасинта, че Уелингтън е бил „зверски“, но в Итън е „заинтересован и щастлив“. :с. 58 По това време семейство Блеър живее в Нотинг Хил, Лондон. Негов основен преподавател е A. Гоу от Тринити Колидж, Кеймбридж, който продължава да го съветва и по-късно през кариерата му.  Ерик учи за кратко френски при Олдъс Хъксли. Стивън Рънсиман, който също учи по това време в Итън, отбелязва, че той и неговите съученици оценяват високо таланта за езици на Хъксли.  Сирил Конъли също постъпва в Итън, но двамата не общуват много. 
Сведенията за оценките му в училище свидетелстват, че не е отличник,  но по време на престоя си в Итън заедно с Роджър Майнорс издават списание The Election Times. Той участва и в други публикации – College Days и Bubble and Squeak – и в играта Eton Wall. Родителите му не могат да си позволят да го изпратят в университет, а от лошия му успех е ясно, че трудно ще спечели стипендия. Рънсиман отбелязва, че Ерик има романтична представа за Изтока  и семейството решава, че той трябва да постъпи в Имперската колониална полиция, предшественик на индийската полицейска служба. За целта трябва да положи приемен изпит. През декември 1921 г. Ерик Блеър напуска Итън по средата между 18-ия и 19-ия си рожден ден и заминава при семейството си в Саутуолд, Съфолк. Пенсионираният му баща, майка му и по-малката сестра Аврил току-що са се преместили в първото от общо четири техни жилища в града.  Момчето се записва в подготвителен курс и усъвършенства предметите класика, английски и история. Той издържа приемния изпит, като е седми от класираните 26 кандидати.

### Служба в Бирма
Бабата на Ерик по майчина линия живее в Мулмейн, така че той избира назначение в Бирма, тогава все още провинция на Британска Индия. През октомври 1922 г. той отплава на борда на кораба Herefordshire през Суецкия канал и Шри Ланка, за да постъпи в индийската имперска полиция в Бирма. Месец по-късно той пристига в Рангун (Янгон) и постъпва в полицейското училище в Мандалей. Назначен е за помощник окръжен управител (с изпитателен срок) на 29 ноември 1922 г. :с. 514 със заплата от 525 рупии на месец. :с. 399 След кратък престой в Меймио, в началото на 1924 г. той е командирован на граничен пост в делтата на Иравади 
Работата му като имперски полицай носи значителна отговорност, докато повечето от връстниците му следват в университета в Англия. Когато като офицер го командироват по-далеч на изток в Делтата в Тванте, той отговаря за сигурността на около 200 000 души. В края на 1924 г. той е командирован в Сириам, по-близо до Рангун. Там е рафинерията на Burmah Oil Company, „околните земи са безплодна пустош, цялата растителност е унищожена от изпаренията на серен диоксид, изливащи се ден и нощ от рафинерията“. Но градът се намира близо до Рангун, космополитно морско пристанище, и Ерик Блеър ходи в града винаги, когато може, „за да разглежда книжарниците; да яде добре приготвена храна; да се измъкне от скучното ежедневие на полицейския живот“.  През септември 1925 г. той отива в Инсейн, където се намира вторият по големина затвор в Бирма. Там той води „дълги разговори по всяка възможна тема“ с Елиза Мария Лангфорд-Рей (която по-късно се омъжва за Кази Лхендуп Дорджи Кхангсарпа, първият премиер на Сиким). Тя отбеляза неговото „чувство за крайна справедливост в най-малките детайли“.  По това време Блеър е завършил обучението си и получава месечна заплата от 740 рупии, плюс надбавки. :с. 409
В Бирма Блеър придобива репутация на аутсайдер. Той прекарва голяма част от времето си сам, четейки или извършвайки дейности, които не са обичайни за колонизаторите, например посещение на църквите на етническата група карени. Колегата му Роджър Бийдън припомня (в запис за Би Би Си от 1969 г.), че Блеър бързо научава езика и преди да напусне Бирма, „може да разговаря свободно с бирманските свещеници на „много висок бирмански““.  Докато служи, Ерик прави промени във външния си вид, които остават до края на живота му, включително променя формата на мустаците си от тип „Хитлер“ в тънка линийка. Ема Ларкин пише в увода към „Бирмански дни“: „В Бирма той си пуска мустаци като офицерите от британските полкове, разположени там (тип Хитлер). [Той] също си прави някои татуировки; на всяко кокалче на пръстите има малък неправилен син кръг. Много бирманци, живеещи в селските райони, все още носят такива татуировки – смята се, че те предпазват от куршуми и ухапвания от змии.“ 
През април 1926 г. Ерик се мести в Мулмейн, където живее баба му. В края на същата година е назначен в Ката в Горна Бирма, но през 1927 г. се разболява от треска денга. Същата година има право на отпуск в Англия и му е разрешено поради заболяването си да остане до юли. Докато е в отпуск в Англия и на почивка със семейството си в Корнуол през септември 1927 г., той преосмисля живота си. Решава да не се завръща в Бирма и да стане писател. Подава оставка от индийската имперска полиция, считано от 12 март 1928 г. след пет години и половина служба.:с. 894 Той черпи от опита си в полицията на Бирма за романа „Бирмански дни“ (1934) и есетата „Обесване“ (A Hanging) (1931) и „Да застреляш слон (Shooting an Elephant)“ (1936). 

### Лондон и Париж
В Англия той се настанява в семейния дом в Саутуолд, като подновява познанството си с местни приятели и присъства на вечеря на съученици от Итън. Посещава стария си учител Гоу в Кеймбридж и търси съвети как да стане писател. През 1927 г. се мести в Лондон.  Рут Питър, семейна позната, му помага да намери квартира и до края на 1927 г. той живее в квартира на Портобело Роуд;  днес синя плоча напомня за това. Помощта на Рут Питър „придава спокойствие и респект в очите на г-жа Блеър." Питър проявява симпатия и интерес към писането на Блеър, изтъква слабостите в поезията му и го съветва да пише за онова, което познава. Всъщност той решава да напише за „определени аспекти на действителността, които би искал да опознае“ и се впуска в изучаване на бедняшкия Ист Енд на Лондон – първата от няколко авантюри, които предприема, за да открие за себе си нищетата и света на нейните обитатели. Това е неговата тема. Тези проучвания, експедиции, обиколки или потапяния продължават пет години с прекъсвания.
Подражавайки на Джек Лондон, на чието писане се възхищава (особено „Хора от бездната“), Блеър започва да изследва по-бедните части на Лондон. При първото си излизане той се отправя към Limehouse Causeway, прекарвайки първата си нощ в обща квартира. За известно време той приема чужда самоличност, обличайки се като скитник, приемайки името Бъртън и загърбвайки етикета и очакванията на средната класа. Описва преживяванията си в низините в първото си публикувано есе на английски „The Spike“, и във втората половина на първата си книга „На дъното в Париж и Лондон“ (1933). 
В началото на 1928 г. се мести в Париж и заживява в работнически квартал. Неговата леля Нели Лимузен също живее в Париж и му оказва социална и, когато е нужно, финансова подкрепа. Той започва да пише романи, включително ранна версия на Бирмански дни, но от този период е оцеляло малко.  По-успешен е като журналист: публикува статии в политико/литературното списание Monde, редактирано от Анри Барбюс (първата му статия като професионален писател, „La Censure en Angleterre“, се появява там на 6 октомври 1928 г.); GK's Weekly, където на 29 декември 1928 г. е отпечатана първата му статия, появила се в Англия, „A Farthing Newspaper“;  и Le Progrès Civique (основан от лявата коалиция Le Cartel des Gauches). В последното списание излизат три материала: те обсъждат съответно безработицата, един ден от живота на един скитник и просяците в Лондон. Бедността в една или друга от разрушителните си форми се превръща в негова обсебваща тема – тя е в основата на почти всичко, което пише преди „Почит към Каталуния“. 
През февруари 1929 г. Ерик се разболява тежко и е откаран в болницата Кошен в 14-ти район на Париж:с. 173, безплатна болница, където се обучават студенти по медицина. Неговите преживявания са в основата на есето му „Как умират бедните“, публикувано през 1946 г. Той не идентифицира болницата и умишлено заблуждава за нейното точно местоположение. Малко след това от квартирата му са откраднати всичките му пари. Независимо дали от нужда или за да събира материали, той става черноработник: мие чинии в модерен хотел на улица Риволи, това е описано по-късно в На дъното в Париж и Лондон. През август 1929 г. изпраща копие от „The Spike“ до списанието New Adelphi на Джон Мидълтън Мъри в Лондон. Списанието се редактира от Макс Плауман и сър Ричард Рийс и Плауман приема творбата за публикуване. 

### Саутуолд
През декември 1929 г., след близо две години престой в Париж, Блеър се завръща в Англия и отива директно в къщата на родителите си в Саутуолд, крайбрежен град в Съфолк, където живее следващите пет години. Семейството е добре установено в града, а сестра му Аврил държи чайна. Запознава се с много местни хора, включително Бренда Солкелд, дъщерята на пастора, която работи като учителка по физкултура в девическото училище Свети Феликс в града. Въпреки че Солкелд отхвърля предложението му за брак, тя остава негова приятелка и редовен кореспондент в продължение на много години. Той също така подновява приятелствата с по-възрастни приятели, като Денис Колингс, чиято приятелка Елинор Жак също играе роля в живота му. 
В началото на 1930 г. той живее за кратко в Брамли, Лийдс, при сестра си Марджъри и съпруга ѝ Хъмфри Дейкин, който не харесва Ерик още откакто се познават като деца. Блеър пишеше рецензии за Adelphi и преподава частни уроци на дете с увреждания в Саутуолд. След това става частен учител на трима млади братя, сред които е Ричард Питърс, по-късно изтъкнат учен.  „Неговият живот през тези години е белязан от двойственост и контрасти. Единият Блеър води почтен, външно безпроблемен живот в къщата на родителите си в Саутуолд, и пише; другият Блеър съществува като Бъртън в низините и търси преживявания в Ист Енд, по пътищата и в полетата с хмел в Кент."  Ходи да рисува и да се къпе на плажа и така среща Мейбъл и Франсис Фиърц, с които се сприятелява и по-късно те оказват голямо влияние върху кариерата му. На другата година той ги посещава в Лондон, като често среща там Макс Плауман, техен приятел. Той често отсяда и в домовете на Рут Питър и Ричард Рийс, където може да се „преоблича“ за спорадичните си експедиции.
Сега Ерик Блеър пише редовно за Adelphi, като разказът „Обесването (A Hanging)“ се появява през август 1931 г. През август и септември 1931 г. продължават неговите изследвания на бедността и подобно на главния герой от „Пасторска дъщеря“, той следва традицията на хората от Ист Енд и работи в полетата с хмел в Кент. Води дневник за преживяванията си там. След това се настанява в общежитие на Тули Стрийт, но не издържа дълго и с финансовата помощ на родителите си се премества на Уиндзор Стрийт, където остава до Коледа. „Бране на хмел (Hop Picking)“ от Ерик Блеър се появява в броя на New Statesman от октомври 1931 г., в чийто редакторски екип е старият му приятел Сирил Конъли. Мейбъл Фиърц го свързва с Ленард Мур, който става негов литературен агент през април 1932 г. 
По същото време Джонатан Кейп отхвърля Дневник на мияча на чинии (A Scullion's Diary), първоначалната версия на На дъното в Париж и Лондон. Блеър го предлага на Faber и Faber по съвет на Ричард Рийс, но техният редактор Томас Стърнз Елиът също го отхвърля. Писателят приключва годината, като умишлено попада в ареста,  за да може да изживее Коледа в затвора, но след като е отведен в полицейския участък в Бетнал Грийн в Ист Енд, властите не приемат неговото „пияно и безпорядъчно" поведение за заслужаващо лишаване от свобода и след два дни в килията той се завръща у дома в Саутуолд. 

### Учителстване
През април 1932 г. Блеър става учител в Хейс, Западен Лондон, в малко частно училище за децата на местните търговци. Там учат само 14 или 16 момчета на възраст между десет и шестнадесет години, поверени на общо двама учители.  Сприятелява се с настоятеля на местната енорийска църква и се включва в благотворителни дейности. Мейбъл Фиърц продължава да настоява пред Мур и в края на юни 1932 г. Мур съобщава, че наскоро основаното издателство на Виктор Голанц е готово да публикува „Дневник на мияча на чинии“ срещу аванс от 40 паунда. 
В края на летния срок през 1932 г. Блеър се завръща в Саутуолд, където родителите му са закупили собствен дом. Блеър и сестра му Аврил прекарват ваканцията, обзавеждайки къщата, а той работи и по Бирмански дни.  Обича да общува с Елинор Жак, но нейната обвързаност с Денис Колингс е пречка за по-сериозна връзка.
В броя на списание Аделфи от август 1932 г. излиза „Clink“, есе, описващо неуспешния му опит да го пратят в затвора. Блеър се връща към преподаването в Хейс и подготвя за издаване Дневник..., сега под името На дъното в Париж и Лондон. Иска да я публикува под псевдоним, за да избегне всяко неудобство за семейството с разказа си за времето, когато е бил „скитник“. В писмо до Мур от 15 ноември 1932 г. той оставя избора на псевдоним на агента си Мур и на издателя Голанц, но четири дни по-късно предлага псевдонимите П. С. Бъртън (името, което използва като скитник), Кенет Майлс, Джордж Оруел и Х. Люис Олуейс.  Приема псевдонима Джордж Оруел, защото „това е хубаво обло английско име“.  Едно от предположенията е, че Джордж е вдъхновено от Георги Победоносец, покровител на Англия, а фамилията Оруел от река Оруел в Съфолк, едно от любимите му места.:с. 218 
„На дъното в Париж и Лондон“ е публикувана от издателство Голанц в Лондон на 9 януари 1933 г. и получава благоприятни отзиви, като Сесил Дей-Луис хвали „яснотата и здравия разум“, а литературната притурка на Таймс сравнява ексцентричните герои на Оруел с героите на Чарлз Дикенс.  Книгата жъне умерен успех и след това е публикувана и от издателство Харпър в Ню Йорк. 
В средата на 1933 г. Блеър напуска Хейс, за да стане учител в Ъксбридж, западен Лондон. Това е много по-голямо учебно заведение с 200 ученици и много персонал. Той се сдобива с мотоциклет и предприема пътувания из околността. При една от тези експедиции през зимата простива и се разболява от пневмония. Постъпва в местната болница в Ъксбридж, където за известно време животът му е в опасност. Когато е изписан през януари 1934 г., той се връща в Саутуолд, за да се възстанови и, подкрепян от родителите си, напуска учителстването. 
Оруел е разочарован, когато Виктор Голанц отхвърля Бирмански дни, главно поради опасения от потенциални съдебни искове, но Харпър е готов да го публикува в САЩ. Междувременно писателят започва работа по романа „Пасторска дъщеря“, черпейки от опита си като учител и от живота в Саутуолд. Елинор Жак вече е омъжена и заминава за Сингапур, а Бренда Солкелд – за Ирландия, така че Оруел остава сравнително изолиран в Саутуолд, където работи в градината, разхожда се сам и прекарва времето в компанията на баща си. През октомври 1933, след като изпраща „Пасторска дъщеря“ на Мур, той заминава за Лондон, за да започне работа, която му е намерила леля му Нели Лимузен. 

### Хампстед
Тази работа е асистент на непълно работно време в Booklovers' Corner, книжарница за книги втора употреба в Хампстед, управлявана от Франсис и Мифануи Уестроуп, приятели на Нели Лимузен и съпруга и от движението есперанто. Семейство Уестроуп са приятелски настроени и му осигуряват комфортна квартира в Warwick Mansions, Pond Street. Той работи заедно с Джон Кимче, който също живее при Уестроуп. Блеър работи в магазина следобед и сутринта му е свободна за писане, а вечерите му свободни за общуване. Тези преживявания залягат като основа на романа Не оставяй аспидистрата да увехне (Keep the Aspidistra Flying) (1936). Освен различните гости на Уестропуп, той се радва на компанията на Ричард Рийс, писателите на Аделфи и Мейбъл Фиърц. Уестроуп и Кимче са членове на Независимата лейбъристка партия (НЛП), но по това време Блеър не е сериозно политически ангажиран. Той пише за Аделфи и подготвя за публикуване „Пасторска дъщеря“ и „Бирмански дни“. 
В началото на 1935 г. се налага да се изнесе от квартирата си и Мейбъл Фиърц му намира апартамент в Парламънт Хил. „Пасторска дъщеря“ е публикувана на 11 март 1935 г. В началото на 1935 г. Блеър среща бъдещата си съпруга Айлийн О'Шонеси. Това става, когато неговата хазяйка Розалинд Обермайер, която следва психология в Университетския колеж Лондон, кани няколко състуденти на парти. Студентката Елизавета Фен, биографка и бъдеща преводачка на Чехов, си спомня, че Блеър и неговият приятел Ричард Рийс подпирали камината и изглеждали „проядени от молци и преждевременно остарели“.  Приблизително по същото време Блеър започва да пише рецензии за The New English Weekly. 
През юни излиза „Бирмански дни“, Сирил Конъли ѝ дава положителна рецензия в New Statesman и това подтиква Блеър да възстанови контакта със стария си приятел. През август той се мести в апартамент в Кентиш таун, който споделя с Майкъл Сейърс и Рейнър Хепенстал. Отношенията им са трудни и Блеър и Хепенстал дори стигат до бой, въпреки че остават приятели и по-късно работят заедно в предаванията на Би Би Си.  Блеър сега работи върху Не оставяй аспидистрата да увехне и също така се опитва да напише сериал за News Chronicle. През октомври 1935 г. неговите съквартиранти се изнасят и той трудно плаща наема сам. Остава до края на януари 1936 г., когато напуска работата в книжарницата. През 1980 г. English Heritage почита Оруел със синя плоча в Кентиш Таун. 

### „Пътят към кея на Уигън“
По това време Виктор Голанц предлага на Оруел да започне изследване на социалните условия в Северна Англия, където цари депресия. Две години по-рано Джон Пристли пише за Англия на север от Трент, предизвиквайки интерес към репортажите си. Депресията дава възможност за изява на редица писатели от работническата класа от Северна Англия. Оруел търси за съвет един от тези автори от работническата класа, Джак Хилтън. Той му пише, търсейки квартира и молейки за препоръки относно маршрута. Хилтън не е в състояние да му осигури квартира, но му предлага и да пътува до Уигън, а не до Рочдейл, „защото там са мините и те са интересни“.
На 31 януари 1936 г. Оруел потегля с обществен транспорт и пеша, стигайки до Манчестър през Ковънтри, Стафорд, Потерис и Макълсфийлд. Пристигайки в Манчестър след затварянето на банките, той се настанява в общежитие. След това Оруел прекарва целия февруари в Уигън, отседнал в мръсна квартира над една шкембеджийница. В Уигън той посещава много домове, за да види как живеят хората, води си подробни бележки за жилищните условия и доходите, слиза във въглищната мина Брин Хол и използва местната обществена библиотека, за да проучва данните за общественото здраве и докладите за условията на труд в мините.
По това време той прави кратко посещение в Ливърпул и през март заминава за Южен Йоркшир, с престой в Шефилд и Барнзли. Освен че посещава мините, включително Grimethorpe, и наблюдава социалните условия, той присъства на митинги на комунистическата партия и на Осуалд Мосли („речта му е обичайната клопка – вината за всичко е хвърлена върху мистериозни международни банди от евреи“), където вижда тактиката на черноризците ("...човек може да получи едновременно бой и глоба, ако зададе въпрос, на който на Мосли му е трудно да отговори.").  Той  посещава и сестра си в Хедингли, като пътьом минава през музея на сестрите Бронте в Хауърт, където е „впечатлен от чифт платнени ботуши на Шарлот Бронте, много малки, с квадратни пръсти и връзки отстрани." 
Оруел се нуждае от място, където да се съсредоточи върху писането на книгата си, и отново получава помощ от леля Нели, която живее в Уолингтън, Хартфордшир в много малка вила от XVI век, наречена „Stores“. Уолингтън е малко селце на 55 мили северно от Лондон и вилата почти няма съвременни удобства. Оруел я наема и се нанася на 2 април 1936 г.  Започва работа по Пътят към кея Уигън към края на април, но също така с часове работи в градината и тества възможността за повторно отваряне на вилата като селски магазин. Не оставяй аспидистрата да увехне е публикувана от Голанц на 20 април 1936 г. На 4 август Оруел изнася лекция в Лятното училище на Аделфи, проведено в Лангъм, озаглавена „Един аутсайдер вижда проблемите“; други оратори са Джон Стрейчи, Макс Плоуман, Карл Полани и Райнхолд Нибур. 
Резултатът от пътуванията му на север е Пътят към кея на Уиган, публикуван от Голанц за Left Book Club през 1937 г.  Първата половина на книгата документира социалните му изследвания на Ланкашър и Йоркшър, включително красноречиво описание на труда във въглищните мини. Втората половина е дълго есе за неговото израстване и развитието на политическите му възгледи, с аргументи в полза на социалистическото движение (въпреки че той се старае да ги балансира с посочване на бариерите, поставяни пред социализма от самите му защитници, сред които „педантични“ и „сухи“ социалисти-интелектуалци и „пролетарски“ социалисти, които реално не разбират идеологията). Голанц се опасява, че втората част ще обиди читателите и по-късно, докато Оруел е в Испания, добавя един извинителен предговор. 
Изследванията на Оруел за „Пътят към кея на Уигън“ дават основание на специалните служби да го поставят под наблюдение в продължение на 12 години – от 1936 г. до година преди публикуването на „1984“. .
На 9 юни 1936 г. Оруел сключва брак с Айлийн О'Шонеси. Малко след това в Испания започва политическа криза и Оруел я следи отблизо. В края на годината, разтревожен от военното въстание на Франсиско Франко (подкрепено от нацистка Германия, фашистка Италия и местни групи като Фалангата), Оруел решава да замине за Испания, за да участва в испанската гражданска война на страната на републиканците. Под погрешното впечатление, че му трябват документи от някаква лява организация, за да премине границата, по препоръка на Джон Стрейчи той се обръща към Хари Полит, лидер на британската комунистическа партия. Полит е подозрителен към политическата надеждност на Оруел; той го пита дали ще постъпи в Интернационалните бригади и го съветва да поиска пропуск от испанското посолство в Париж.  Не желаейки да се ангажира, докато не види ситуацията на място, вместо това Оруел използва контактите си в НЛП, за да получи препоръчително писмо до Джон Макнейр в Барселона. 

### Испанска гражданска война
Оруел тръгва за Испания на около 23 декември 1936 г., по пътя спирайки за вечеря с Хенри Милър в Париж. Милър казва на Оруел, че да се биеш в Гражданската война от някакво чувство за задължение или вина е „чиста глупост“ и че всички идеи на Оруел „за борба с фашизма, защита на демокрацията и т.н., и т.н., са глупости“.  Няколко дни по-късно в Барселона Оруел се среща с Джон Макнейр от представителството на НЛП, който впоследствие го цитира: „Дойдох да се боря срещу фашизма“,  но ако някой ме беше попитал за какво се боря , „би трябвало да отговоря: „за общоприето благоприличие““.  Оруел попада в сложна политическа ситуация в Каталония. Републиканското правителство е подкрепено от редица фракции с противоречиви цели, включително Работническата партия на марксисткото обединение (РПМО), анархо-синдикалистката Националната конфедерация на труда и Обединената социалистическа партия на Каталония (крило на Испанската комунистическа партия, която получава съветско оръжие и помощ). Първоначално Оруел е ядосан от този „калейдоскоп“ от политически партии и профсъюзи „с техните уморителни имена“.  НЛП е свързана с РПМО, така че Оруел постъпва в последната.
След обучение в казармите на Ленин в Барселона той е изпратен на относително спокойния Арагонски фронт под ръководството на Джордж Коп. До януари 1937 г. той е на позиция в Алкубиер на 460 m над морското равнище. Истинските военни действия са малко и Оруел е шокиран от липсата на боеприпаси, храна и дърва за огрев, както и от другите лишения.  Със своя кадетски чин и полицейски стаж Оруел бързо става ефрейтор. Около три седмици по-късно пристига британски контингент на НЛП и Оруел и другият английски полицай Уилямс са изпратени с него в Монте Оскуро. Новопристигналият английски контингент включва Боб Смили, Боб Едуардс, Стафорд Котман и Джак Брантуейт. След това подразделението е изпратено в Уеска.
В Англия Айлийн се занимава с проблемите, свързани с публикуването на Пътят към кея на Уигън, след което и самата тя заминава за Испания, оставяйки Нели Лимузен да се грижи за вилата The Stores. Айлийн започва работа като доброволка в офиса на Джон Макнейр и с помощта на Джордж Коп посещава съпруга си на фронта, носейки му английски чай, шоколад и пури. Оруел прекарва няколко дни в болница с възпалена ръка  и повечето от вещите му са откраднати. Той се връща на фронта и участва в нощна атака срещу окопите на националистите, при която преследва вражески войник с щик и обстрелва стрелкова позиция на противника.
През април Оруел се завръща в Барселона. Иска да бъде изпратен на фронта в Мадрид, но това означава, че „трябва да постъпи в интербригадите“. Той търси помощ от приятел комунист, прикрепен към испанската медицинска служба. „Въпреки че не харесваше комунистите, Оруел все още беше готов да се отнася към тях като към приятели и съюзници. Това скоро щеше да се промени." :с. 327 Това е времето на майските дни в Барселона, когато комунистите започват да преследват политическите си противници Вътре в основната война започва един вид мини гражданска война, в която анархисти и марксисти се противопоставят на сталинистите (сред които има агенти на Коминтерна и НКВД), които се стремят да унищожат именно тези леви сили, които са извън съветски контрол. Оруел прекарва голяма част от времето на пост на покрива, с купчина романи. Комунистическата преса започва кампания на лъжи и фалшификации,  в която обвинява РПМО в сътрудничество с фашистите, а това оказва драматичен ефект върху Оруел. Вместо да постъпи в интернационалните бригади, както е възнамерявал, той решава да се върне на Арагонския фронт. След края на боевете с него говори приятел комунист, който пита дали все още възнамерява да се прехвърли в интернационалните бригади. Оруел изразява изненада, че го искат, защото според комунистическата преса той е фашист.  „Никой, който е бил в Барселона тогава или месеци по-късно, няма да забрави ужасната атмосфера, породена от страха, подозрението, омразата, цензурираните вестници, претъпканите затвори, огромните опашки за храна и дебнещите банди от въоръжени мъже.:с. 330
След завръщането си на фронта в Теруел на 20 май Оруел е ранен в гърлото от снайперски куршум. Улучен е както си стои в окопа, тъй като е много по-висок от испанските бойци (1,88 m) . Неспособен да говори и с лееща се от устата му кръв, Оруел е пренесен на носилка до Сиетамо, натоварен в линейка и след трудно пътуване през Барбастро пристига в болницата в Лерида. Възстановява се достатъчно и на 27 май 1937 г. е изпратен в Тарагона, а два дни по-късно в санаториум на РПМО в предградията на Барселона. Куршумът е минал на косъм от главната му артерия и трахеята и гласът му едва се чува. Раната е обработена и след лечението Оруел е обявен за негоден за военна служба. 
Към средата на юни политическата ситуация в Барселона се влошава и РПМО, представяна от просъветските комунисти като троцкистка организация, е обявена извън закона и подложена на преследване. Комунистическата пропаганда гласи, че членовете на РПМО „обективно“ са фашисти, възпрепятстващи републиканската кауза. „Появи се особено гаден плакат, показващ глава с маска на РПМО, която е свалена, за да разкрие отдолу лице, покрито със свастика.“ :с. 329 Някои нейни членове, включително Коп, са арестувани, а други се укриват. Оруел и Айлийн също са в опасност и трябва да се укриват, въпреки че нарушават прикритието си, за да се опитат да помогнат на Коп. Научават за смъртта на Боб Смили, който е бил арестуван на границата, и това, заедно с ареста на Коп, силно разстройва Джордж. Според Баукър именно смъртта на Смили окончателно превръща враждебността му към сталинизма в дълбока омраза:с. 337
Най-накрая с уредени паспорти Оруелови напускат Испания с влак, отклонявайки се към Банюлс-сюр-Мер за кратък престой, преди да се завърнат в Англия. В първата седмица на юли 1937 г. Оруел се завръща в Уолингтън. В Испания на 13 юли 1937 г. Трибуналът за шпионаж и държавна измяна във Валенсия обвинява Оруелови в „бесен троцкизъм“ и че са агенти на РПМО.  Процесът срещу лидерите на РПМО и Оруел (в негово отсъствие) се провежда в Барселона през октомври и ноември 1938 г. Наблюдавайки събитията от френско Мароко, Оруел пише, че те са „само страничен продукт на руските троцкистки процеси и от самото начало в комунистическата преса се разпространяват всякакви лъжи, включително крещящи абсурди“.  Преживяванията на Оруел в Испанската гражданска война са описани в „Почит към Каталуния“ (1938).
В книгата си „Международните бригади: фашизъм, свобода и гражданска война в Испания“ Джайлс Тремлет пише, че според разсекретени съветски досиета през май 1937 г. в Барселона Оруел и съпругата му Айлийн са били шпионирани. „Документите са доказателство, че не само Оруел, но и съпругата му Айлийн са били следени от хора от непосредственото им обкръжение“. 

### Почивка и възстановяване
Оруелови се завръщат в Англия през юни 1937 г. и живеят в дома на О'Шонеси в Гринуич. Той установява, че възгледите му за гражданската война в Испания са непопулярни. Кингсли Мартин отхвърля две от неговите произведения и Голанц е също толкова предпазлив. В същото време комунистическият Daily Worker предприема атака срещу Пътят към кея на Уигън, изваждайки от контекста израза, че „работническата класа мирише“; с едно писмо, в което заплашва със съд за клевета, Оруел спира атаката. Той успява да намери издател, симпатизиращ на възгледите му – Фредрик Уорбург от Secker & Warburg. Оруел се завръща в Уолингтън, който е в безпорядък след отсъствието му. Сдобива се с кози, петел, който нарича Хенри Форд и кученце пудел, което нарича Маркс;   започва да се занимава с животновъдство и работи над „Почит към Каталуния“.
Има идеи да замине за Индия, за да работи в The Pioneer, вестник в Лакнау, но през март 1938 г. здравето му се влошава. Постъпва в санаториума Престън Хол в Айлсфорд, Кент, болница за бивши военнослужещи на Британския легион, към която е прикрепен неговият зет Лорънс О'Шонеси. Първоначалната диагноза е туберкулоза и той остава в санаториума до септември. При него идва поток от посетители, включително Сирил Конъли, който води със себе си Стивън Спендър. Това е причина за известно неудобство, тъй като Оруел е нарекъл Спендър с обидно прозвище в миналото. Почит към Каталуния е публикувана от Secker & Warburg и няма комерсиален успех. В края на престоя си в клиниката Оруел може да се разхожда из околностите и да изучава природата.
Писателят Л. Майерс тайно финансира пътуването на Оруелови до Френско Мароко за половин година, за да прекарат там английската зима и той да възстанови здравето си. През септември 1938 г. семейството заминава през Гибралтар и Танжер, за да избегне испанско Мароко и пристига в Маракеш. Наемат вила на пътя за Казабланка и в този период Оруел написва Още въздух (Coming Up for Air). Пристигат обратно в Англия на 30 март 1939 г. и Още въздух е публикувано през юни. Оруел прекарва известно време в Уолингтън и Саутуолд, работейки върху есе за Дикенс. През юни 1939 г. умира баща му, Ричард Блеър. 

### Втората световна война и „Фермата на животните“
При избухването на Втората световна война Айлийн започва работа в отдела за цензура на Министерството на информацията в центъра на Лондон, като през седмицата нощува при семейството си в Гринуич. Оруел също се записва в Централния регистър за военна работа, но не получава такава по здравословни причини. „Във всеки случай в момента няма да ме приемат в армията заради белите ми дробове“, каза Оруел на Джефри Горър. Връща се в Уолингтън и в края на 1939 г. написва материал за първия си сборник есета, Inside the Whale. Следващата година той е зает да пише рецензии за пиеси, филми и книги за изданията The Listener, Time and Tide и New Adelphi. На 29 март 1940 г. дългогодишното му сътрудничество с ляво ориентираното издание Tribune  започва с рецензия на разказ за отстъплението на Наполеон от Москва през 1812. В началото на 1940 г. се появява първи брой на Horizon на Конъли и става ново пристанище за творчеството на Оруел, както и източник на нови литературни контакти. През май семейство Оруел наема апартамент в Лондон в квартал Мерлебън. Това съвпада с евакуацията на войските от Дюнкерк и със смъртта на брата на Айлийн Лорънс във Франция, която ѝ причинява значителна мъка и дълготрайна депресия. През целия този период Оруел води дневник за войната. 
През юни Оруел е обявен за „негоден за всякакъв вид военна служба“ от медицинска комисия, но скоро след това намира възможност да се включи във военни действия, като постъпва в Home Guard (отряди за местна отбрана).  Той споделя социалистическия възглед на Том Уинтрингам за отрядите като революционна народна милиция. Конспектът му за инструктаж на членовете на взвод включва съвети за улични боеве, строеж на полеви укрепления и използване на различни видове минохвъргачки. Сержант Оруел успява да вербува в своята част Фредрик Уорбург. По време на битката за Британия той прекарва уикендите с Уорбург и неговия нов приятел ционист Тоско Файвел в къщата на Уорбург в Туифорд, Бъркшър. В Уолингтън той работи върху „England Your England“, а в Лондон пише рецензии за различни периодични издания. Посещавайки семейството на Айлийн в Гринуич вижда с очите си последиците от Блиц в Източен Лондон. В средата на 1940 г. Уорбург, Файвел и Оруел планират „Прожекторни книги“. В крайна сметка се появяват единадесет тома, от които първият е „Лъвът и еднорогът: социализмът и английският гений“ на Оруел, публикуван на 19 февруари 1941 г. 
В началото на 1941 г. Оруел започва да пише за American Partisan Review, като така влиза в контакт с нюйоркски интелектуалци, които също са антисталинисти.  Допринася за антологията на Голанц The Betrayal of the Left, написана в светлината на пакта Молотов-Рибентроп (въпреки че Оруел го нарича руско-германски пакт и пакт Хитлер-Сталин  ). Кандидатства неуспешно за работа във Въздушното министерство. Междувременно продължава да пише рецензии на книги и пиеси и по това време се среща с писателя Антъни Пауъл. Участва и в няколко радиопредавания за Източната служба на Би Би Си. През март Оруелови се местят в апартамент на седмия етаж в Лангфорд Корт, Сейнт Джонс Ууд, докато в Уолингтън Оруел „копае за победата“, като сади картофи.
През август 1941 г. Оруел най-накрая получава „военна работа“, когато е приет на пълен работен ден в Източната служба на Би Би Си. По време на интервюто той посочва, че „приема абсолютно необходимостта пропагандата да се ръководи от правителството“ и подчертава мнението си, че във военно време дисциплината при изпълнението на правителствената политика е от съществено значение“.  Той ръководи културните предавания за Индия, които трябва да противодействат на пропагандата на нацистка Германия, целяща да подкопае връзките с империята. Това е първата работа на Оруел в канцелария и първа възможност да създава културни програми, за които допринасят Т. С. Елиът, Дилън Томас, Е. М. Форстър, Ахмед Али, Мулк Радж Ананд, Уилям Емпсън и др.
В края на август той вечеря с Хърбърт Уелс, но това се изражда в скандал, защото Уелс се обижда от изказванията по негов адрес, направени от Оруел в статия в Horizon. През октомври Оруел получава пристъп на бронхит и заболяването често рецидивира. Дейвид Астор търси провокативен сътрудник за Обзървър и кани Оруел да пише за него – първата статия се появява през март 1942 г. В началото на 1942 г. Айлийн сменя работата си и отива в Министерството на храните, а в средата на 1942 г. Оруелови се местят в по-голям апартамент, приземен етаж и мазе, на 10a Mortimer Crescent в Майда Вейл / Килбърн – „онази атмосфера на долната средна класа, която Оруел смята за най-добрата в Лондон." Приблизително по същото време майката на Оруел и сестра му Аврил, които са намерили работа във фабрика за ламарина зад гара Кингс Крос, се преместват в апартамент близо до Джордж и Айлийн. 
В Би Би Си Оруел представя Voice, литературна програма за своите индийски предавания, и вече води активен социален живот с литературни приятели, особено от политическата левица. В края на 1942 г. той започва да пише редовно за левия седмичник Tribune,  :с. 306 ръководен от депутатите от Лейбъристката партия Енюрин Биван (Aneurin Bevan) и Джордж Строс. През март 1943 г. умира майка му и горе-долу по същото време той казва на агента си Мур, че започва работа по нова книга: Фермата на животните.
През септември 1943 г. Оруел подава оставка от поста в Би Би Си, който е заемал в продължение на две години.  :с. 352Оставката му е след доклад, който потвърждава опасенията му, че малко индийци са слушали предаванията му,  но освен това желае да се съсредоточи върху писането на Фермата на животните. Само шест дни преди последния му ден служба, на 24 ноември 1943 г., е излъчена неговата адаптация на приказката „Новите дрехи на императора “ на Ханс Кристиан Андерсен. Това е жанр, към който той проявява голям интерес и който се появява на титулната страница на Фермата на животните.  По същото време той напуска и отрядите за местна отбрана по медицински причини. 
През ноември 1943 г. Оруел е назначен за литературен редактор в Tribune, където негов помощник е старият му приятел Джон Кимче. Оруел е на щат до началото на 1945 г., като написва над 80 рецензии на книги  и на 3 декември 1943 г. започва да списва редовна колона „Както ми харесва“, посветена обикновено на три или четири теми.  Той продължава да пише рецензии и за други списания, включително Partisan Review, Horizon и Nation в Ню Йорк и става уважаван експерт сред левите кръгове, но е близък приятел и с хора от дясното като Пауъл, Астор и Малкълм Мъгъридж. Към април 1944 г. Фермата на животните е готова за публикуване. Голанц я отказва, смятайки книгата за атака срещу съветския режим, който е важен съюзник във войната. Подобна е съдбата на книгата при други издатели (включително Елиът във Faber и Faber), докато накрая Джонатан Кейп се съгласява да я вземе.
През май 1944 г. семейство Оруел решават да осиновят дете, като разчитат на контактите на сестрата на Айлийн Гуен О'Шонеси, тогава лекар в Нюкасъл ъпон Тайн. През юни бомба Фау-1 удря Мортимър Кресент и се налага да търсят друго жилище. Оруел се рови в развалините, за да спаси книгите си, които наскоро е успял да пренесе от Уолингтън с ръчна количка. Друг удар му нанася Кейп, който се отмята от обещанието да публикува Фермата на животните. Това му решение е резултат от посещението на Питър Смолет, служител в Министерството на информацията, по-късно разкрит като съветски агент.  
Семейство Оруел заминава за североизточна Англия, където близо до Карлтън, окръг Дърам, оформя осиновяването на момче, което наричат Ричард Хорейшо Блеър.  Към септември 1944 г. се установяват в Ислингтън, Лондон.  Бебето Ричард пристига при тях и Айлийн напуска работата си в Министерството на храните, за да се грижи за него. Издателство Secker & Warburg се съгласява да публикуват Фермата на животните, и я планират за март 1945 г., въпреки че печатането се проточва до август. Междувременно през февруари 1945 г. Дейвид Астор кани Оруел да стане военен кореспондент на Обзървър. Оруел е търсил такава възможност през цялата война, но здравословното му състояние е пречка. Той заминава първо за освободения Париж, а след това за Германия и Австрия, посещава Кьолн и Щутгарт. Не попада на фронтовата линия или под истински обстрел, но следва отблизо войските на Съюзниците, „понякога влизайки в превзет град в рамките на един ден след падането му, докато по улиците лежат мъртъвци“.  Някои от репортажите му са публикувани в Manchester Evening News. 
Докато той е в Европа, Айлийн влиза в болница за хистеректомия и умира под упойка на 29 март 1945 г. Тя не е уведомила Оруел за тази операция поради притеснения относно цената и защото очаква бързо да се възстанови. Оруел се завръща у дома за кратко и след това заминава за Европа. Завръща се в Лондон в началото на юли 1945 г., за да отразява общите избори. Фермата на животните (Animal Farm: A Fairy Story) е публикувана във Великобритания на 17 август 1945 г. и година по-късно в САЩ. 

### Джура и „1984“
Фермата за животни има особен резонанс в следвоенния климат и нейният световен успех прави Оруел наистина известен. През следващите четири години той съчетава журналистическата работа – главно за Tribune, The Observer и Manchester Evening News, но също така и за малкотиражни политически и литературни списания – с написването на най-известната си творба, 1984 (Nineteen Eighty-Four), публикувана през 1949 г. Той е водеща фигура в т. нар. „Шанхайски клуб“ (кръстен на ресторант в Сохо) на левичарски и емигрантски журналисти, сред които Едуард Халет Кар, Себастиян Хафнер, Джон Кимче. 
В годината след смъртта на Айлийн той публикува около 130 статии и подборка от своите Критически есета, като същевременно е активен в различни политически лобистки кампании. Той наема икономката Сюзън Уотсън да се грижи за осиновения му син в апартамента в Ислингтън, който посетителите сега описват като „мрачен“. По препоръка на Дейвид Астор през септември прекарва две седмици на остров Джура от Вътрешните Хебриди и го харесва като място за бягство от неприятностите на лондонския литературен живот. Астор играе важна роля в установяването му на Джура.  Неговото семейство притежава имоти в района, а неговият колега от Итън Робин Флетчър има имот на острова.
Останал сам, Оруел се мъчи да намери нова съпруга. В края на 1945 и началото на 1946 г. прави няколко безнадеждни предложения за брак на по-млади жени, включително Силия Кируан (която по-късно става снаха на Артур Кьостлер), съседката му Ан Пофам и Соня Браунел, сътрудничка на Конуел от офиса на Horizon. Междувременно през февруари 1946 г. Оруел получава туберкулозен кръвоизлив, но прикрива болестта си. През 1945 г. или в началото на 1946 г., докато все още живее в Лондон, по поръчка на Британския съвет Оруел пише есе British Cookery за британската кухня, допълнено с рецепти, но предвид следвоенната оскъдица двете страни се отказват да го публикуват. През 2019 есето е открито в архивите на Британския съвет заедно с писмото за отказ
Сестра му Марджъри умира от бъбречно заболяване през май 1946 г. и скоро след това, на 22 май, Оруел заминава да живее на остров Джура във фермата Барнхил. Това е изоставена селска къща със стопански постройки близо до северния край на острова, до която се стига по 8 км силно разбит път от Ардлуса, където живеят собствениците. Условията във фермата са примитивни, но естествената среда и предизвикателството да подобри мястото се харесват на Оруел. Сестра му Аврил го придружава, заедно с младия писател Пол Потс. През юли пристигат Сюзън Уотсън и Ричард. Потс напуска, след като един от неговите ръкописи бива използван за разпалване на огъня. Междувременно Оруел се заема да пише „1984“. По-късно пристигна гаджето на Сюзън Уотсън Дейвид Холбрук. Фен на Оруел от ученическите дни, той намира един съвсем различен Оруел, враждебен и подозрителен, вероятно поради членството на Холбрук в Комунистическата партия.  Бавачката Уотсън не се разбира с Аврил и скоро тя и Дейвид си заминават. 
Оруел се завръща в Лондон в края на 1946 г. и отново се захваща с литературната си журналистика. Вече известен писател, той е затрупан от работа. Освен посещението на Джура за Нова година той остава в Лондон през една от най-студените британски зими в историята и с такъв недостиг на гориво за отопление, че изгаря мебелите и играчките на детето си. Силният смог (в дните преди Закона за чистия въздух от 1956 г.) вреди на здравето му, а той не търси медицинска помощ. Междувременно трябва да се справи със спора между издателите Голанц и Уорбург за издателските права. По това време той редактира заедно с Реджиналд Рейнолдс сборника British Pamphleteers. В резултат на успеха на Фермата на животните Оруел се очаква да плати голям подоходен данък и той се свърза със счетоводната фирма на Джак Харисън. Той съветва Оруел да основе компания, която да притежава авторските му права и да получава авторските му възнаграждения, а той да сключи „договор за услуги“ и да получава заплата. Такава компания, „George Orwell Productions Ltd“ (GOP Ltd) е създадена на 12 септември 1947 г., въпреки че тогава договорът за услуги остава нереализиран. Джак Харисън оставя подробностите на този етап на младши колеги. 
Оруел напуска Лондон на път за Джура на 10 април 1947 г.  През юли той прекратява договора за наем на вилата в Уолингтън. На Джура той работи по „1984“ и напредва добре. През лятото го посещава семейството на сестра му и на 19 август Оруел предприема катастрофална експедиция с лодка, опитвайки да пресече прословутия залив Кориврекан (Gulf of Corryvreckan)  която едва не стига до фатален край, защото Ричард пада във водата и баща му трябва да се гмурне, за да го извади. Намокрянето до кости уврежда и без това разклатеното му здраве. Едва през декември от Глазгоу пристига специалист по гръдни болести, който диагностицира туберкулоза. Така една седмица преди Коледа на 1947 г. Оруел постъпва в болница в покрайнините на Глазгоу. За лечението е необходим стрептомицин и искането за разрешение за внос стига чак до Енюрин Биван, тогава министър на здравеопазването. Дейвид Астор помага с доставките и плащането и Оруел започва курс на лечение със стрептомицин на 19 или 20 февруари 1948 г.  До края на юли 1948 г. Оруел успява да се върне на Джура и до декември завършва ръкописа на 1984. През януари 1949 г., много отслабнал, той заминава за възстановяване в санаториум в Кранам, Глостършър, придружен от Ричард Рийс.
Санаториумът в Кранам представлява поредица от малки дървени хижи или колиби в отдалечена част на Котсуолд Хилс близо до Страуд. Лекарите не му обръщат много внимание, а посетителите са шокирани от външния му вид и са загрижени поради неефективността на лечението. Оруел пише на много приятели, включително на Джасинта Будиком, която го е „преоткрила“. През март 1949 г. е посетен от Силия Кируан, която току-що е започнала да работи за отдела за информационни изследвания (IRD) на Форин офис, създаден от лейбъристкото правителство с цел противодействие на съветската пропаганда, заляла Източна Европа, и Оруел ѝ дава списък с хора, които смята за неподходящи като автори на IRD поради техните комунистически симпатии (т.нар „крипто-комунисти“). Списъкът на Оруел добива публичност едва през 2003 г. и в него са изброени главно писатели, но включва също така и актьори и депутати лейбъристи.   За по-нататъшното популяризиране на Фермата на животните IRD поръчва анимационни поредици, дело на Норман Пет, които да бъдат публикувани във вестници по цял свят.  Оруел получава допълнително лечение със стрептомицин и леко се подобрява. През юни 1949 г. е публикувана „1984 “ и получава похвалите на критиката. 

### Последни месеци и смърт
Здравето на Оруел продължава да се влошава след диагнозата туберкулоза, поставена през декември 1947 г. В средата на 1949 г. той ухажва Соня Браунел и те обявяват годежа си през септември, малко преди той да постъпи в болницата на Университетски колеж Лондон. Соня поема делата на Оруел и го обгрижва усърдно в болницата. През септември 1949 г. Оруел кани своя счетоводител Харисън да го посети в болницата и Харисън твърди, че тогава Оруел го е помолил да стане директор на GOP Ltd и да управлява компанията, но за тази уговорка няма независим свидетел.  Сватбата на Оруел се състои в болничната стая на 13 октомври 1949 г. с кум Дейвид Астор.  Състоянието на Оруел продължава да се влошава и при него идват редица посетители, включително Мъгъридж, Конъли, Лушън Фройд, Стивън Спендър, Ивлин Уо, Пол Потс, Антъни Пауъл и неговият учител от Итън Антъни Гоу.  Обсъждат се планове за санаториум в швейцарските Алпи и той се съгласява, макар преди това да е бил решително против. Проведени са допълнителни срещи, на които Харисън и г-н и г-жа Блеър са потвърдени като директори на компанията и на които Харисън твърди, че е изпълнен „договорът за услуги“, който отстъпва авторските права на компанията.  Към Коледа здравето на Оруел отново се влошава. Вечерта на 20 януари 1950 г. Потс го посещава, но го заварва да спи и се отказва. Джак Харисън го посещава по-късно и твърди, че Оруел му е дал 25% от компанията.  Рано сутринта на 21 януари Ореул получава кръвоизлив поради спукване на артерия в белите дробове и умира на 46-годишна възраст 
Оруел е поискал да бъде погребан в съответствие с англиканския обред в гробището на най-близката църква, където и да умре. В гробищата в Лондон няма места и затова в опит да изпълни последните му желания вдовицата му Соня се обръща с молба към приятелите да потърсят гробищно място.
Дейвид Астор живее в Сътън Кортни, Оксфордшир, и урежда Оруел да бъде погребан в църковния двор на тамошната църква „Вси светии“.  Надгробният му камък има надпис: „Тук лежи Ерик Артър Блеър, роден на 25 юни 1903 г., починал на 21 януари 1950 г.“. Неговият много по-известен псевдоним Джордж Оруел не се споменава на надгробния камък.
Осиновеният син на Оруел, Ричард Хорейшо Блеър, е отгледан от леля си Аврил. Той е патрон на Обществото Оруел. 
През 1979 г. Соня Браунел завежда иск срещу Харисън, когато той декларира намерението си да дари 25-процентния си дял от компанията на трите си деца. За Соня последствието от тази маневра би затруднило цялостния контрол над компанията. Смята се, че тя ще спечели съдебното дело, но поради влошеното си здраве в крайна сметка тя е убедена да сключи извънсъдебно споразумение на 2 ноември 1980 г. Соня умира на 11 декември 1980 г. на 62 години 

## Литературна кариера
Приживе Оруел е известен преди всичко като журналист и пише есета, рецензии, вестникарски колонки. От книгите му по-известни са На дъното в Париж и Лондон (описващи беднотата в тези градове), Пътят към кея на Уиган (посветена на условията на живот на работниците в Северна Англия и най-общо на класовите различия) и Почит към Каталония. Според Ървинг Хау „Оруел е най-добрият английски есеист от времето на Уилям Хазлит и дори може би от времето на Самюел Джонсън“.
Съвременните читатели най-често се запознават с Оруел като романист, преди всичко чрез пожъналите огромен успех романи Фермата на животните и 1984. Първият е алегория на дегенерацията на съветското общество след революцията от 1917 г. и възхода на сталинизма; вторият описва живота в едно измислено тоталитарно общество. Често сравняват 1984 с Прекрасният нов свят на Олдъс Хъксли, защото и двата романа са силно въздействащи дистопии, предупреждаващи за един бъдещ свят, в който социалният живот е изцяло подчинен на държавната машина. С настъпването на 1984 година интересът към книгата на Оруел отново се завръща и тя, наред с 451 градуса по Фаренхайт на Рей Бредбъри са удостоени с наградата Прометей за приноса им към този вид литература. През 2011 г. Фермата на животните също я получава. През 2003 г., 1984 е класирана на 8-о място в анкетата на Би Би Си The Big Read.. През 2021 г. читателите на New York Times Book Review я класират трета в списъка на „Най-добрите книги на последните 125 години“.
Глътка въздух, последният му роман преди Втората световна война, е най-английската от всичките му романи. В нея тревогите от предвоенните години се смесват с идилични пейзажи край Темза от детството на главния герой Джордж Боулинг. Романът е песимистичен, защото не само че индустриализацията и капитализмът са убили всичко хубаво от добрата стара Англия, а са се появили нови, външни заплахи.

### Литературни влияния
Оруел изпраща своя автобиография до издатели през 1940 г., в която пише: „Писателите, които най-много ценя и никога не ми омръзват, са Шекспир, Суифт, Филдинг, Дикенс, Чарлз Рийд, Флобер и сред съвременните автори Джеймс Джойс, Елиът и Лорънс. Но смятам, че съвременният писател, който най-много ми е повлиял, е Съмърсет Моъм, от когото много се възхищавам поради способността му да разкаже една история просто и без превземки“.  На друго място Оруел хвали творбите на Джек Лондон, особено неговата книга Пътят. Изследването на бедността от Оруел в Пътят към кея на Уиган силно наподобява Хора от бездната на Лондон, където американски журналист се дегизира като безработен моряк, за да опише живота на бедните в Лондон. В есето си „Политика и литература: изследване на Пътешествията на Гъливер“ (1946) Оруел пише: „Ако трябва да посоча шест книги, които да бъдат запазени, когато останалите бъдат унищожени, със сигурност сред тях ще бъде Пътешествията на Гъливер.“ За Хърбърт Уелс той пише, „Умовете на всички нас, а следователно и заобикалящият ни свят щяха да са значително по-различни, ако го нямаше Уелс.“
Оруел се възхищава от Артур Кьостлер, с когото стават близки приятели. Оруел пише рецензия за Мрак по пладне на Кьостлер за списание New Statesman през 1941, в която казва:

Колкото и да е блестяща тази книга като роман и пример за добра литература, тя вероятно е много по-ценна като интерпретация от страна на човек с дълбоко познаване на тоталитарните методи на изтръгнатите в Москва „признания“. Плашещото при тези показни процеси е не самият факт, че те се случват – очевидно такива неща са необходими в тоталитарното общество – а че западните интелектуалци така охотно ги оправдават.
—Джордж ОруелВ оригинал 
What was frightening about these trials was not the fact that they happened—for obviously such things are necessary in a totalitarian society—but the eagerness of Western intellectuals to justify them.
Други писатели, от които Оруел се възхищава, са Ралф Уолдо Емерсън, Джордж Гисинг, Греъм Грийн, Херман Мелвил, Хенри Милър, Тобаяс Смолет, Марк Твен, Джоузеф Конрад и Евгений Замятин. Той е едновременно поклонник и критик на Ръдиард Киплинг, като го хвали като даровит писател, но „добър лош поет“ чието творчество е „неистинско“ и „нечувствително в морално отношение и естетически отвращаващо“, но безспорно способно да описва някои аспекти от реалността по-ефикасно от по-просветените автори. Той има подобно двойствено отношение и към Честертън, когото счита за писател с голям талант, но посветил се на „римокатолическа пропаганда“, и Ивлин Уо, който е според него, „възможно най-добрият писател (според днешните разбирания), но придържащ се към несъстоятелни тези“.

### Литературен критик
През почти целия си живот Оруел се издържа с писане на рецензии на книги. Рецензиите му са добре известни и оказват влияние върху литературната критика. В заключение на своето есе за Дикенс (1940) той пише:

Когато човек пише силно написан пасаж, той има впечатлението, че зад страницата вижда нечие лице. Не е непременно лицето на писателя. Често ми се случва това с Суифт, Дефо, Филдинг, Стендал, Такъри, Флобер, макар че понякога не знам как са изглеждали тези хора, а и не искам да знам. Това, което вижда читателят, е лицето, което авторът би трябвало да има. Е, в сручая на Дикенс виждам лице, което не прилича на фотографиите му, макар че малко напомня. Виждам лице на около четиридесетгодишен мъж с малка брадичка и силно зачервен. Той се смее, но в смеха му прозира лек гняв, но без насмешка, без злоба. Това е лицето на човек, който вечно се бори с нещо, но се бори открито и не се страхува, лицето на човек, който е великодушно гневен – с други думи, либерал от деветнайсети век, свободен интелигент, типажът, еднакво мразен от всички миризливи малки малки ортодоксии, които сега се борят за нашите души.
—Джордж Оруел, Чарлз ДикенсВ оригинал 
When one reads any strongly individual piece of writing, one has the impression of seeing a face somewhere behind the page. It is not necessarily the actual face of the writer. I feel this very strongly with Swift, with Defoe, with Fielding, Stendhal, Thackeray, Flaubert, though in several cases I do not know what these people looked like and do not want to know. What one sees is the face that the writer ought to have. Well, in the case of Dickens I see a face that is not quite the face of Dickens's photographs, though it resembles it. It is the face of a man of about forty, with a small beard and a high colour. He is laughing, with a touch of anger in his laughter, but no triumph, no malignity. It is the face of a man who is always fighting against something, but who fights in the open and is not frightened, the face of a man who is generously angry—in other words, of a nineteenth-century liberal, a free intelligence, a type hated with equal hatred by all the smelly little orthodoxies which are now contending for our souls.
Джордж Уудкок смята, че последните две изречения се отнасят и за Оруел.
Оруел пише рецензия и за пиесата на Джордж Бърнард Шоу Оръжията и човекът. Той я счита за най-добрата му пиеса и с най-голяма вероятност да запази социалното си значение поради тезата, че войната не е, общо казано, славно романтично приключение. В есето си за Удхаус от 1945 г. In Defence of P.G. Wodehouse Оруел прави забавна преценка на творбите на Удхаус и твърди, че радиопредаванията му от Германия по време на войната не го правят предател. Той обвишнява Министерството на информацията в преувеличаване на значението на действията на Удхаус с пропагандна цел.

## Оценки на творчеството
Основна тема в творчеството на Оруел, изпъкваща още от Бирмански дни, през есетата му и кулминирала във Фермата на животните и 1984, е битката срещу злоупотребата с власт в съвременния свят. Писането му е честно и искрено. Артур Кьостлер казва, че „безкомпромисната интелектуална честност на Оруел понякога е почти нечовешка“. Бен Уатенберг твърди: „Оруел заклеймява интелектуалното лицемерие винаги, когато го срещне“. Според историка Пиърс Брендън „Оруел е светецът на най-обикновената порядъчност, който в едни по-стари времена (както казва шефът му в Би Би Си Ръшбрук Уилямс) или би бил канонизиран, или изгорен на кладата“. Американският учен Скот Лукас определя Оруел като враг на левите. Джон Нюсингър му опонира, че Лукас би бил прав, само ако се възприемат атаките на Оруел срещу сталинизма като атаки срещу социализма, въпреки непрекъснатите уверения на самия Оруел, че това не е така.
Творчеството на Оруел заема важно място в училищната програма по литература във Великобритания, като Фермата на животните редовно се пада като изпитна тема на специализираните матури, а 1984 е тема за общата матура. През 2016 г. една анкета в Англия определя Фермата на животните като любима книга след завършване на гимназия.
В своята Orwell's Victory Кристофър Хитчънс твърди: "В отговор на обвиненията към него за непоследователност Оруел винаги си „сверява часовника“. С други думи, това е човек, който никога не спира да тества и усъвършенства своята интелигентност.
Джон Роден посочва „безспорните консервативни черти на Оруеловата физиономия“, но отбелязва, че „до известна степен Оруел улеснява използването и спекулирането с името му от страна на десните. Забелязва се и тенденция на селективно цитиране.“ Роден има предвид есето „Why I Write“, в което Оруел посочва Испанската гражданска война като вододел за политическите му възгледи, като казва:

Испанската война и други събития през 1936 – 7 г. обърнаха нещата. Аз разбрах къде стоя. Всеки ред от сериозните ми произведения, които написах след 1936-а, са били насочени пряко или преносно СРЕЩУ тоталитаризма и ЗА демократически социализъм, така както аз го разбирам.
—Джордж Оруел, Why I WriteВ оригинал 
The Spanish War and other events in 1936 – 37, turned the scale. Thereafter I knew where I stood. Every line of serious work that I have written since 1936 has been written directly or indirectly against totalitarianism and for democratic socialism as I understand it.
Роден обяснява, че по времето на маккартизма, уводът към Фермата на животните, издание на Signet, продадено в над 20 милиона екземпляра, използва следния селективен цитат:

"[Увод]: ако самата Фермата на животните не е достатъчна, Оруел разсява всякакво съмнение в есето Защо пиша: Всеки ред от сериозна творба, която съм написал след 1936 г. е написан директно или индиректно срещу тоталитаризма....'
[Роден]: следва многоточие, а 'за демократичния социализъм' е изчезнало по точно същия начин, както Уинстън Смит действа в Министерството на истината, и такова селективно цитиране до голяма степен продължава и по-късно."
Тоско Файвел пише: "Най-важното му изживяване[...] беше усилието му да стане писател, а това стана след дълги периоди на бедност, провали и унижения, за които той не пише нищо директно. Усилията и агонията бяха по-слаби по време на живота му в мизерия, отколкото при опита му да превърне изживяванията в литература."

### В СССР
Макар че по време на Студената война Оруел е забранен в СССР, в началото на 1984 г. на творбите му са посветени материали в списание „Новое время“, вестниците „Известия“ и „Литературная газета“, които достигат до милиони читатели. Авторите им твърдят, че сатирата на Оруел визира съвсем не СССР, а капиталистическия свят и в частност САЩ и Великобритания, като в подкрепа на това изтъкват, че той не познава социалистическия свят и черпи познанията си от „реалния капитализъм“. По този начин, макар и публиката да не познава произведенията му, съветската пропагандна машина представя Оруел като даровит, заблуден идеалист (защото не е марксист), който критикува капитализма

## Влияние върху езика и литературата
В есето си Политиката и английският език (1946), Оруел пише колко е важен точният и ясен език на изразяване, защото неясният текст може да се използва като мощно оръдие за политическа манипулация, тъй като оказва влияние върху мисленето. В това есе той формулира шест правила за писане:

1. никога не използвай метафора, сравнение или друга словеснао форма, която често виждаш в печата.
2. никога не използвай дълга дума там, където и късата върши работа.
3. Ако е възможно да махнеш една дума, винаги я махай.
4. никога не използвай страдателен залог, ако можеш да използваш деятелен.
5. никога не използвай фраза на чужд език, научен термин или жаргон, ако можеш да го замениш с еквивалент на разговорен английски.
6. По-скоро наруши всяко от тези правила, вместо да сътвориш нещо варварско.

Оруел работи като журналист за Обзървър в продължение на седем години и главният редактор Дейвид Астор снабдява всеки новопостъпил с копие на това есе. През 2003 г. литературният редактор на вестника Робърт Маккръм потвърждава, че Оруел се цитира в техния наръчник по стил.
Андрю Рубин отбелязва: „Оруел твърдеше, че трябва да внимаваме за това, как използваме езика, защото това влие на способността ни да мислим критично по същия начин, както преобладаващите начини на мислене влияят на езика, който използваме.“
Прилагателното „оруелов“ се употребява за действия по упражняване на контрол чрез пропаганда, следене, дезинформация, отричане на истината и манипулиране на миналото. В 1984, Оруел описва тоталитарно правителство, което контролира мисленето като контролира езика, като по този начин някои идеи просто не могат да бъдат формулирани. Редица думи и фрази от 1984 са навлезли трайно в разговорния език. „Новговор“ е опростен и неясен език, предназначен да спре самостоятелното мислене. „Двумисъл“ означава поддържането на две противоречащи си тези. „Полицията на мисълта“ (мисляпол) следи за всяко нарушение. „Хранпрол“ са евтините развлечения и лъжливите новини, с които партията подхранва масите. „Големият брат“ е върховен диктатор, който наблюдава всички („Големия брат те наблюдава“.). Други неологизми от романа са „двеминутка на омразата“, „стая 101“, „дупка на паметта“, „нечовек“ и „престъпмисъл“ и др.
В своето есе „You and the Atom Bomb“, публикувано в „Трибюн“ на 19 октомври 1945 г. Оруел първи използва термина "студена война" за да опише напрежението между страните от Западния свят и Източния блок след Втората световна война:

Може би ни предстои не тотален срив, а ужасно стабилна епоха по подобие на античните робовладелски империи. Джеймс Бърнам предлага теория, която много се обсъжда, но малко хора обръщат внимание на нейните идеологически последици, т.е. на онзи светоглед, на онези вярвания и социална структура, които вероятно ще преобладават в държава, която е едновременно непревземаема и в състояние на постоянна студена война със съседите си. 
—Джордж Оруел, You and the Atom BombВ оригинал 
We may be heading not for general breakdown but for an epoch as horribly stable as the slave empires of antiquity. James Burnham's theory has been much discussed, but few people have yet considered its ideological implications—this is, the kind of world-view, the kind of beliefs, and the social structure that would probably prevail in a State which was at once unconquerable and in a permanent state of 'cold war' with its neighbours.

## Възгледи
Творчеството на Оруел е характерно със своя атеизъм и антихристиянство. Въпреки че признава, че западната цивилизация дължи много на християнството, той омаловажава ролята на вероизповеданието в живота на индивидите Оруел изразява явна несимпатия към римокатолицизма. Въпреки че е атеист, той посещава църква по време на богослужения и последното му желание е да бъде погребан в двора на най-близката англиканска църква.

## Памет
През 2017 г. пред новата сграда на Би Би Си в Лондон е поставена статуя на Оруел, дело на Мартин Дженингс, а на стената е изписан неговият цитат
| „            | Aко свободата изобщо означава нещо, то това е правото да можеш да кажеш на хората онова, което не искат да чуят. | “ |
| Джордж Оруел | |   |

### Романи
- Burmese Days (1934)
Бирмански дни. София: Фама+, 2019, 320 с.
- A Clergyman's Daughter (1935)
Пасторска дъщеря София: Фама+, 2017, 280 с.
- Keep the Aspidistra Flying (1936)
Не оставяй аспидистрата да увехне. Превод от английски Юрий Лучев. Варна: Галактика, 1993, 230 с.
- Coming Up for Air (1939)
Глътка въздух. Варна: Галактика, 1991, 278 с.
Още въздух София: Фама, 2008, 224 с.
- Animal Farm (1945)
Животинската ферма. София: Сателит 55, 1991, 102 с.
Фермата на животните София: Фама, 2004, 2013, 110 с.
- Nineteen Eighty-Four (1949)
1984. Превод от английски Лидия Божилова. София: Профиздат, 1989, 302 с.
1984. Превод от английски Димитрина Стойкова. София: Жар птица, 2002, 286 с.

### Публицистика
- Down and Out in Paris and London (1933)
На дъното в Париж и Лондон София: Фама, 2008, 224 с.
- The Road to Wigan Pier (1937)
- Homage to Catalonia (1938)
Почит към Каталония, София: Кванти, 2008 ISBN 978-954-91747-5-5

### Есета
- „A Nice Cup of Tea“ (1946)
- „A Hanging“ (1931)
- „Shooting an Elephant“ (1936) „Да застреляш слон“
- „Charles Dickens“ (1939)
- „Boys' Weeklies“ (1940)
- „Inside the Whale“ (1940)
- „The Lion and The Unicorn: Socialism and the English Genius“ (1941)
- „Wells, Hitler and the World State“ (1941)
- „The Art of Donald McGill“ (1941)
- „Looking Back on the Spanish War“ (1943)
- „W. B. Yeats“ (1943)
- „Benefit of Clergy: Some notes on Salvador Dali“ (1944)
- „Arthur Koestler“ (1944)
- „Notes on Nationalism“ (1945)
- „How the Poor Die“ (1946)
- „Politics vs. Literature: An Examination of Gulliver's Travels“ (1946)
- „Politics and the English Language“ (1946)
- „Second Thoughts on James Burnham“ (1946)
- „Decline of the English Murder“ (1946)
- „Some Thoughts on the Common Toad“ (1946)
- „A Good Word for the Vicar of Bray“ (1946)
- „In Defence of P. G. Wodehouse“ (1946)
- „Why I Write“ (1946)
- „The Prevention of Literature“ (1946)
- „Such, Such Were the Joys“ (1946) Радостите на младостта
- „Lear, Tolstoy and the Fool“ (1947)
- „Reflections on Gandhi“ (1949)
- „Bookshop Memories“ (1936)
- „The Moon Under Water“ (1946)

### Поезия
- Romance
- A Little Poem
- Awake! Young Men of England
- Kitchener
- Our Minds are Married, But we are Too Young
- The Pagan
- The Lesser Evil
- Poem From Burma

Поезията на Оруел е публикувана от Finlay Publisher през 2015 г. George Orwell 'The Complete Poetry'.